# Doxy (Jazzstandard)

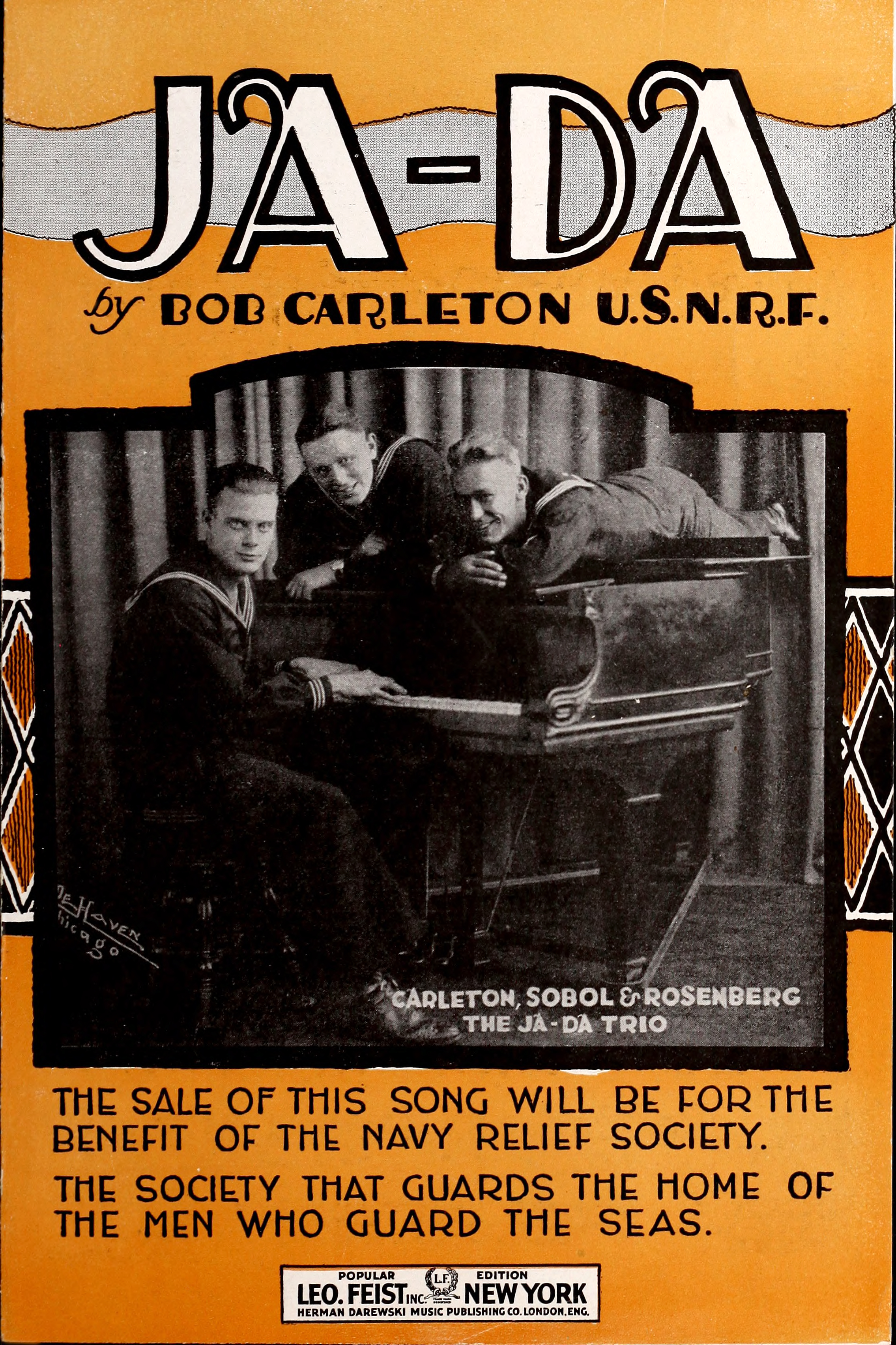
Sheet Music Cover aus dem Jahr 1918

Doxy ist eine Jazz-Komposition von Sonny Rollins von 1954, deren Harmonien auf denen des Song Ja-Da von Bob Carleton basieren.

## Vorgeschichte des Songs
Nachdem der amerikanische Clubpianist und Komponist Bob Carleton 1918 den Song Ja-Da (Ja Da, Ja Da, Jing, Jing, Jing!) geschrieben hatte, wurde dieser in den Vereinigten Staaten im letzten Jahr des Ersten Weltkriegs mit einer Aufnahme des Sängers Cliff Edwards ein Hit, geriet aber danach in Vergessenheit. Künstler wie Tommy Ladnier/Sidney Bechet, Bunk Johnson/Don Ewell (1945), Frank Sinatra/Peggy Lee und Muggsy Spanier (1947) griffen das Thema auf.

## Struktur des Songs und Originalaufnahme
1954 griff der Tenorsaxophonist Sonny Rollins die Harmonien bei seiner Komposition Doxy auf. Er konzipierte einen 16-taktigen Song „mit einem betonten two-beat-Feeling“ in der Liedform AABA, der zunächst im Tempo moderato gespielt wurde. Nachdem Rollins es mit Miles Davis am 29. Juni 1954 für dessen Prestige-Album Bags’ Groove einspielte, wurde es ein beliebtes Thema im Modern Jazz. Rollins’ Komposition Doxy basierte auf den Akkordwechseln von Carletons Song. „Das eingängige 16-taktige Thema, in seinem Aufbau dem Frage- und Antwortschema des Blues nahestehend, springt den Hörer mit lakonischem Witz an.“ Nach Carlo Bohländer kann der Songtitel „ebenso gut [als] eine (moderne Jazz-)Doktrin – als Ableitung von Orthodoxy – wie ein Slangwort für ein leichtes, loses Mädchen oder gar eine Prostituierte“ aufgefasst werden.

## Weitere Aufnahmen
Doxy wurde zu einem Jazzstandard: Bereits kurz nach der Ersteinspielung wurde er durch Shelly Manne & His Men (mit Stu Williamson und Charlie Mariano, 1956), Frank Rosolino (1956), Ray Draper/John Coltrane (1958) und Cal Tjader (1959) aufgenommen, 1958 von Rollins mit einer Big Band unter der Leitung von Ernie Wilkins (The Big Brass für Verve). 1962 spielte ihn Sonny Rollins mit seinem Quartett mit Don Cherry, Bob Cranshaw und Billy Higgins erneut ein (Our Man in Jazz für RCA). 1967 setzte sich Dexter Gordon mit dem Thema auseinander, auch wenn er das Stück in etwas rascherem Tempo anging: In seinem Solo „orientiert [er] sich zunächst an der Einfachheit der Melodie, greift auf die auch im Thema vorherrschenden Intervalle kleine/große Terz und reine Quarte zurück, betont und umspielt sie. Dabei hat er deutlich die Form vor Augen – die Takte 9-12 eines jeden Chorus‘ wirken auch hier als Antwort auf die vorhergehenden Takte.“ 1968 interpretierte Phil Woods and His European Rhythm Machine den Titel; weitere Versionen legten Branford Marsalis (Trio Jeepy, 1988), Joe Pass/Red Mitchell (1992), Pee Wee Ellis (1993), Joe Morello (1994) und Fred Hersch (1994) sowie in den 2000er Jahren John Bunch und Roger Kellaway vor.